# سلفونات دوديسيل بنزين الصوديوم
سلفونات دوديسيل بنزين الصوديوم هو مركب كيميائي من مجموعة السلفونات صيغته C18H29NaO3S، ويوجد على شكل صلب. وهو من المركبات المهمة في صناعة المنظفات.

## التحضير
يحضر المركب من إجراء تفاعل سلفنة عطرية لمركب دوديسيل البنزين ليستحصل على مزيج من المتصاوغات.

## الخواص
يوجد المركب في الشروط القياسية على شكل صلب قابل للانحلال في الماء.

توجد عدة متصاوغات من سلفونات دوديسيل بنزين الصوديوم حسب مكان ارتباط الباقي الألكيلي بحلقة البنزين.

## الاستخدامات
تعد مادة سلفونات دوديسيل بنزين الصوديوم مادة مهمة في تركيب منظفات الغسيل. حيث تقوم بدور مؤثر سطحي.